# Hearts of Soul
Hearts of Soul war ein niederländisches Mädchentrio aus der Stadt Harderwijk. Es bestand aus den drei Schwestern Bianca, Stella und Patricia Maessen und trat beim Eurovision Song Contest 1970 an.

## Werdegang
Die drei Schwestern arbeiteten in den 1960er Jahren zunächst als Background-Sängerinnen. 1968 erhielten sie das Angebot, unter ihrem eigenen Namen aufzutreten. 
1969 erschien das Debütalbum des Trios. Im gleichen Jahr veröffentlichte das Trio seine erste Single Oh what a Price, die wie Folgesingle Everybody Goes for Joe kein großer Verkaufserfolg war. Erst 1970 mit der dritten Veröffentlichung Fat Jack konnte sich die Gruppe in den niederländischen Charts platzieren. Im selben Jahr waren sie im ARD-Film Das Millionenspiel zu sehen.
Ebenfalls 1970 nahmen die drei Sängerinnen an der niederländischen Vorentscheidung zum Eurovision Song Contest mit dem von Pieter Goemans geschriebenen Lied Waterman teil, die sie mit sechs Punkten gegen die anderen neun Teilnehmer auch gewannen. Damit vertraten sie die Niederlande beim Eurovision Song Contest in Amsterdam, wo sie im Mittelfeld landeten und den siebten Platz unter zwölf Teilnehmern erreichten. Da Gruppen beim Wettbewerb zu diesem Zeitpunkt noch nicht erlaubt waren, wurden Bianca und Stella offiziell als Backgroundsängerinnen von Patricia gelistet.
Trotz dieses Erfolges schaffte das Trio aber nicht den erhofften kommerziellen Durchbruch. 1972 erreichte die Single It’s Great Fun noch einmal etwas höhere Aufmerksamkeit beim Publikum, schaffte aber nicht den Sprung in die Charts. 1972 brachten die Hearts of Soul mit I Can Hear You Calling ihre letzte Single heraus. 
Mitte der 1970er Jahre siedelten die drei Schwestern nach Belgien über und gründeten dort zusammen mit Luc Smets die Band Dream Express, mit der sie 1977 nochmals am Eurovision Song Contest (ESC) teilnahmen.
Stella Maessen veröffentlichte später unter dem Namen Stella Mason einige Soloaufnahmen beziehungsweise trat unter ihrem Vornamen nochmals beim ESC an. Patricia Maessen starb 1996 im Alter von 44 Jahren.